# Список правителей Тосканы

Флаг великого герцогства Тосканского

Список правителей Тосканы — региона в центральной Италии.
В конце VIII века на территории Тусции образовалась Тосканская марка (маркграфство), управлявшаяся графами Лукки. В 931 году Гуго Арльский, провозгласивший себя королём Италии, помешал Бонифациям объединить все важные феодальные владения Италии. Он предоставил Тоскану своему брату Бозо, и она управлялась его потомками известными как Бозониды до 1001 года. В 1027 году Раньери был лишен марки Конрадом II. В 1027 году герцогство предоставили дому Каносса. Бонифаций III использовал титулы герцога и маркграфа. Он имел большую власть, объединил владения семьи, управлявшей также Моденой, Реджио и Мантуей. После смерти его дочери Матильды в 1115 году, центральная власть в Тоскане практически перестала существовать. В тот период население главных городов начало расти, превращая их непосредственно в коммуны.
К началу 15-го столетия Флоренция начала играть видную роль в Тоскане. Будучи изначально коммуной, Флоренция превратилась в республику и вскоре подчинила себе большую часть северной и центральной Тосканы и начала играть одну из важнейших ролей в политической системе средневековой Италии. В 1434 году во Флорентийской республике установилась власть рода Медичи, при котором государство трансформировалось в единоличную синьорию. В XIV веке Флоренция стала ведущим центром итальянского Возрождения. В период Итальянских войн в республике был установлен уравнительный теократический режим Савонаролы, однако при поддержке Франции и папства Медичи в 1512 году восстановили свою власть. В 1532 году республиканское устройство Флоренции было ликвидировано, и страна превратилась в наследственную монархию — герцогство Флоренция, а с 1569 года в великое герцогство Тоскана.
Первым великим герцогом был Козимо I. Его потомки правили там до пресечения династии Медичи в 1737 году. Тогда великое герцогство унаследовал Франц Стефан, герцог Лотарингии и зять императора Карла VI. Таким образом в великом герцогстве воцарились Габсбурги.

## Маркграфы Тосканы

### Бонифации
Изначально графы Лукки, они расширили сферу своего влияния управляя соседними государствами.
- 812—813 : Бонифаций I
- 813—828 : вакантно
- 828—834 : Бонифаций II
- 835—845 : Агано (не из династии)
- 845—847 : вакантно
- 847—886 : Адальберт I
- 886—915 : Адальберт II
- 915—929 : Гвидо
- 929—931 : Ламберт

### Бозониды
Родственники короля Италии Гуго Арльского.
- 931—936 : Бозон
- 936—961 : Гумберт
- 961—1001 : Уго (Великий)

### Прочие
- 1004—1011 : Бонифаций (III)
- 1014—1027 : Раньери

### ДомКаносса
Потомки графов Каносса.
- 1027—1052 : Бонифаций III (также IV)
- 1052—1076 : Беатриса как жена Бонифация III и регентша при своих детях Фридрихе (по другим источникам, Бонифации) и Матильде
  - 1054—1069 : Готфрид I (герцог Лотарингский) как муж Беатрисы
  - 1069—1076 : Готфрид II (герцог Лотарингский) как муж Матильды
- 1076—1115 : Матильда
  - 1089—1095 : Вельф (герцог Баварский) как муж Матильды

### Прочие
После смерти Матильды, в Тоскане сменялись различные правители, носившие титул маркграфов.
- 1120—1127 : Конрад фон Шейерн
- 1135—1137 : Энгельберт (маркграф Истрии)
- 1137—1139 : Генрих Гордый (герцог Баварский)
- 1139—1152 : Ульрих (граф Ленцбурга)
- 1152—1160 : Вельф VI, брат Генриха Гордого
- 1160—1167 : Вельф VII
  - 1160—1163 : Райнальд фон Дассель (архиепископ Кёльнский), в оппозиции
  - 1163—1173 : Кристиан, граф Буха (архиепископ Майнца) как имперский викарий
- 1167—1173 : Вельф VI
- 1195—1197 : Филипп Швабский

## ПодестаФлоренции

### подеста ИмператораСвященной Римской Империи
1245—1250 : Фридрих Антиохийский

### подестакороля СицилииприГогенштауфенах
1259—1261 : Джордано Ланча д'Альяно
1261—1266 : Гвидо Новелло Гвиди

### подестакороля СицилииприАнжу-Сицилийском доме
1266—1279 : Карл I Анжуйский

## Командующие вооруженными силами партиигвельфов
- 1300—1302 : Вьери Черки
- 1302—1308 : Корсо Донати

## ПодестаКороля Неаполя
- 1326—1328 : Карл Калабрийский
- 1342—1343 : Готье VI де Бриенн

## Неофициальные правители Флоренции

### Альбицци
| Синьория | Альбицци |
| -------- | -------- |

#### Альбицци (1343—1378)
| Портрет | Герб | Имя                        | Начало правления  | Конец правления   |
| ------- | ---- | -------------------------- | ----------------- | ----------------- |
|         |      | Антонио Альбицци 1343—1348 | 26 июля 1343 года | 31 июля 1348 года |
|         |      | Пьеро Альбицци 1357—1378   | 1357 года         | 22 июля 1378 года |

#### Режимчомпи
| Портрет | Герб | Имя                                       | Начало правления     | Конец правления      |
| ------- | ---- | ----------------------------------------- | -------------------- | -------------------- |
|         |      | Микеле ди Ландо 22 июля — 31 августа 1378 | 22 июля              | 31 августа 1378 года |
| Портрет | Герб | Имя                                       | Начало правления     | Конец правления      |
|         |      | Бенедетто Альберти 1378 — 1382            | 31 августа 1378 года | 29 апреля 1381 года  |

#### Альбицци (1381—1434)
| Портрет | Герб | Имя                         | Начало правления    | Конец правления     |
| ------- | ---- | --------------------------- | ------------------- | ------------------- |
|         |      | Мазо Альбицци 1381—1417     | 29 апреля 1381 года | 2 октября 1417 года |
|         |      | Ринальдо Альбицци 1417—1434 | 2 октября 1417 года | 6 октября 1434 года |

### Медичи
| Синьория | Медичи |
| -------- | ------ |

#### Медичи (1434—1492)
| Портрет | Герб | Имя                                     | Начало правления    | Конец правления     |
| ------- | ---- | --------------------------------------- | ------------------- | ------------------- |
|         |      | Козимо Медичи (старый) 1434—1464        | 6 октября 1434 года | 1 августа 1464 года |
|         |      | Пьеро Медичи (Подагрик) 1464—1469       | 1 августа 1464 года | 2 декабря 1469 года |
|         |      | Лоренцо Медичи (Великолепный) 1469—1492 | 2 декабря 1469 года | 8 апреля 1492 года  |
|         |      | Пьеро Медичи (Глупый) 1492—1494         | 8 апреля 1492 года  | 14 мая 1494 года    |

#### СиньорияАнти-Медичи
| Портрет | Герб | Имя                              | Начало правления   | Конец правления      |
| ------- | ---- | -------------------------------- | ------------------ | -------------------- |
|         |      | Джироламо Савонарола 1494 — 1498 | 14 мая 1494 года   | 23 мая 1498 года     |
|         |      | Пьеро Содерини 1502— 1512        | 1 ноября 1502 года | 31 августа 1512 года |

#### Медичи (1512—1527)
| Портрет | Герб | Имя                                  | Начало правления       | Конец правления      |
| ------- | ---- | ------------------------------------ | ---------------------- | -------------------- |
|         |      | Джованни Медичи (кардинал) 1512—1513 | 1 сентября 1512 года   | 9 марта 1513 года    |
|         |      | Джулиано II Медичи 1513—1516         | 9 марта 1513 года года | 18 августа 1516 года |
|         |      | Лоренцо II Медичи 1516—1492          | 18 августа 1516 года   | 4 мая 1519 года      |
|         |      | Джулио Медичи (кардинал) 1519—1523   | 4 мая 1519 года        | 19 ноября 1523 года  |
|         |      | Ипполито Медичи 1523—1527            | 19 ноября 1523 года    | 16 мая 1527 года     |
|         |      | Алессандро Медичи 1523—1527          | 19 ноября 1523 года    | 16 мая 1527 года     |

#### СиньорияАнти-Медичи
| Портрет | Герб | Имя                           | Начало правления   | Конец правления      |
| ------- | ---- | ----------------------------- | ------------------ | -------------------- |
|         |      | Никколо Каппони 1527—1529     | 31 мая 1527 года   | 17 апреля 1529 года  |
|         |      | Франческо Кардуччи 1529— 1529 | 1 мая 1529 года    | 31 декабря 1529 года |
|         |      | Раффаэле Джиролами 1530— 1530 | 1 января 1530 года | 12 августа 1530 года |

#### Медичи (1530—1532)
| Портрет | Герб | Имя                         | Начало правления     | Конец правления  |
| ------- | ---- | --------------------------- | -------------------- | ---------------- |
|         |      | Алессандро Медичи 1530—1532 | 12 августа 1530 года | апрель 1532 года |

## Герцоги Флоренции

### Медичи
- 1531—1537 : Алессандро
- 1537—1569 : Козимо I

## Великие герцоги Тосканы

### Медичи
- 1569—1574 : Козимо I
- 1574—1587 : Франческо I
- 1587—1609 : Фердинанд I
- 1609—1621 : Козимо II
- 1621—1670 : Фердинанд II
- 1670—1723 : Козимо III
- 1723—1737 : Джан Гастоне Медичи

### Габсбург-Лотарингский дом
- 1737—1765 : Франческо II (император Священной Римской империи Франц I Стефан)
- 1765—1790 : Пьетро Леопольдо I (будущий император Священной Римской империи Леопольд II)
- 1790—1801 : Фердинанд III

## Короли Этрурии

### Бурбоны
- 1801—1803 : Людовик I
- 1803—1807 : Людовик II
- 1807—1814 : Тоскана аннексирована Францией. Наполеон дал своей сестре Элизе Бонапарт почетный титул великой герцогини Тосканской

## Великие герцоги Тосканы

### Габсбург-Лотарингский дом
- 1814—1824 : Фердинанд III
- 1824—1849 : Леопольд II
- 1849 : временное правительство
- 1849—1859 : Леопольд II
- 1859—1860 : Фердинанд IV

Великое герцогство Тосканское захвачено Сардинским королевством.

## Претенденты

### Габсбург-Лотарингский дом
- 1860—1908 : Фердинанд IV
- 1908—1942 : Иосиф Фердинанд
- 1942—1948 : Петер Фердинанд
- 1948—1984 : Готтфрид
- 1984—1993 : Леопольд Франц
- с 1993 : Сигизмунд